# Nick Whitehead
Joseph Nicholas Neville Whitehead, detto Nick (Wrexham, 29 maggio 1933 – Newport, 6 ottobre 2002), è stato un velocista britannico.

## Palmarès
| Anno                                  | Manifestazione          | Sede  | Evento     | Risultato | Prestazione | Note |
| ------------------------------------- | ----------------------- | ----- | ---------- | --------- | ----------- | ---- |
| In rappresentanza della Gran Bretagna |                         |       |            |           |             |      |
| 1960                                  | Giochi olimpici         | Roma  | 4 × 100 m  | Bronzo    | 40"2        |      |
| In rappresentanza del Galles          |                         |       |            |           |             |      |
| 1962                                  | Giochi del Commonwealth | Perth | 4 × 110 yd | Bronzo    | 40"8        |      |